# Trophée d'Europe féminin de hockey sur gazon des clubs 2023
Navigation
Milan 2022 2024
Le Trophée d'Europe féminin de hockey sur gazon des clubs 2023 est la 46e édition du tournoi secondaire européen de clubs féminins hockey sur gazon organisé par la Fédération européenne de hockey et la troisième édition depuis qu'il a été rebaptisé du Trophée d'Europe des clubs au Trophée d'Europe féminin de hockey sur gazon des clubs. Il se tient à Wettingen, Suisse, du 7 au 10 avril 2023.
Le KHC Dragons est le champion d'Europe en titre.

## Équipes
- KHC Dragons
- HC 1972 Rakovník
- Hampstead & Westminster HC
- IH Lambersart
- Mannheimer HC
- HF Lorenzoni
- HC Rotweiss Wettingen
- MSC Sumchanka

## Critères
En cas d'égalité de points de plusieurs équipes à l'issue des matchs de poule, les critères suivants sont appliqués dans l'ordre indiqué pour établir leur classement:
1. Points de chaque équipe,
2. Matchs gagnés,
3. Différence de buts,
4. Buts pour,
5. Plus grand nombre de points obtenus dans les matchs de poule disputés entre les équipes concernées,
6. Buts marqués en plein jeu.

## Phase préliminaire

### Poule A
| Rang | Équipe             | J | V | N | P | BP | BC | Diff | Pts | Qualification          |
| ---- | ------------------ | - | - | - | - | -- | -- | ---- | --- | ---------------------- |
| 1    | KHC Dragons T      | 3 | 3 | 0 | 0 | 28 | 0  | +28  | 15  | Finale                 |
| 2    | MSC Sumchanka      | 3 | 2 | 0 | 1 | 9  | 7  | +2   | 10  | Match pour la 3e place |
| 3    | HF Lorenzoni       | 3 | 1 | 0 | 2 | 2  | 12 | -10  | 5   | Match pour la 5e place |
| 4    | HC 1972 Rakovník P | 3 | 0 | 0 | 3 | 1  | 21 | -20  | 1   |                        |

Source: EHF
| Match 1            | HF Lorenzoni  | 2 - 1   | HC 1972 Rakovník |                                          |                                          |
| 7 avril 2023 11h00 | Agrò 27e, 41e | (1 - 1) | 1e Daňková       | Arbitrage : Evelien Plug Magali Sergeant | Arbitrage : Evelien Plug Magali Sergeant |
| 7 avril 2023 11h00 | Rapport       |         |                  | Arbitrage : Evelien Plug Magali Sergeant | Arbitrage : Evelien Plug Magali Sergeant |

| Match 2            | KHC Dragons                                                 | 7 - 0   | MSC Sumchanka |                                      |                                      |
| 7 avril 2023 13h15 | Magis 9e, 14e, 50e · Vilar 15e · Raye 26e · Roumen 33e, 49e | (4 - 0) |               | Arbitrage : Sandra Adell Gemma Jones | Arbitrage : Sandra Adell Gemma Jones |
| 7 avril 2023 13h15 | Rapport                                                     |         |               | Arbitrage : Sandra Adell Gemma Jones | Arbitrage : Sandra Adell Gemma Jones |

| Match 5            | MSC Sumchanka                              | 3 - 0   | HC 1972 Rakovník |                                              |                                              |
| 8 avril 2023 10h00 | Leonova 43e · Kernoz 57e · Honcharenko 60e | (0 - 0) |                  | Arbitrage : Noelia Blanco Vilma Bagdanskiene | Arbitrage : Noelia Blanco Vilma Bagdanskiene |
| 8 avril 2023 10h00 | Rapport                                    |         |                  | Arbitrage : Noelia Blanco Vilma Bagdanskiene | Arbitrage : Noelia Blanco Vilma Bagdanskiene |

| Match 6            | KHC Dragons                                      | 5 - 0   | HF Lorenzoni |                                           |                                           |
| 8 avril 2023 12h15 | Raye 4e, 60e · De Groof 9e · Gil 27e · Magis 60e | (3 - 0) |              | Arbitrage : Sophie Bockelmann Gemma Jones | Arbitrage : Sophie Bockelmann Gemma Jones |
| 8 avril 2023 12h15 | Rapport                                          |         |              | Arbitrage : Sophie Bockelmann Gemma Jones | Arbitrage : Sophie Bockelmann Gemma Jones |

| Match 9            | KHC Dragons | 16 - 0  | HC 1972 Rakovník |                                            |                                            |
| 9 avril 2023 10h00 | De Groof 7e · Gil 9e, 39e · Magis 10e, 15e, 34e, 46e · Roumen 15e, 17e, 30e · Raye 26e · Cedrés 33e · Verboven 35e · Roels 50e · Vilar 51e · A. Marien 59e | (8 - 0) |                  | Arbitrage : Noelia Blanco Ilaria Amorosini | Arbitrage : Noelia Blanco Ilaria Amorosini |
| 9 avril 2023 10h00 | Rapport |         |                  | Arbitrage : Noelia Blanco Ilaria Amorosini | Arbitrage : Noelia Blanco Ilaria Amorosini |

| Match 10           | HF Lorenzoni | 0 - 6   | MSC Sumchanka                                               |                                                 |                                                 |
| 9 avril 2023 12h15 |              | (0 - 3) | 5e, 58e Leonova · 17e, 37e Tanchenko · 18e, 41e Ponomarenko | Arbitrage : Sophie Bockelmann Kamile Mockaityte | Arbitrage : Sophie Bockelmann Kamile Mockaityte |
| 9 avril 2023 12h15 | Rapport      |         |                                                             | Arbitrage : Sophie Bockelmann Kamile Mockaityte | Arbitrage : Sophie Bockelmann Kamile Mockaityte |

### Poule B
| Rang | Équipe                     | J | V | N | P | BP | BC | Diff | Pts | Qualification          |
| ---- | -------------------------- | - | - | - | - | -- | -- | ---- | --- | ---------------------- |
| 1    | Mannheimer HC              | 3 | 3 | 0 | 0 | 28 | 0  | +28  | 15  | Finale                 |
| 2    | Hampstead & Westminster HC | 3 | 2 | 0 | 1 | 17 | 2  | +15  | 11  | Match pour la 3e place |
| 3    | HC Rotweiss Wettingen H    | 3 | 1 | 0 | 2 | 5  | 14 | -9   | 5   | Match pour la 5e place |
| 4    | IH Lambersart              | 3 | 0 | 0 | 3 | 1  | 35 | -34  | 0   |                        |

Source: EHF
| Match 3            | Mannheimer HC | 18 - 0  | IH Lambersart |                                                    |                                                    |
| 7 avril 2023 15h30 | Gerstenhöfer 12e, 23e, 40e · Neumann 14e, 57e, 60e · Hendrix 15e · Kurz 18e, 26e, 49e · Von der Heyde 22e, 57e · Kresken 28e, 59e · Kanler 29e, 48e, 51e · F. Habif 52e | (9 - 0) |               | Arbitrage : Valeriia Tyshchenko Vilma Bagdanskiene | Arbitrage : Valeriia Tyshchenko Vilma Bagdanskiene |
| 7 avril 2023 15h30 | Rapport |         |               | Arbitrage : Valeriia Tyshchenko Vilma Bagdanskiene | Arbitrage : Valeriia Tyshchenko Vilma Bagdanskiene |

| Match 4            | HC Rotweiss Wettingen | 0 - 5   | Hampstead & Westminster HC                     |                                             |                                             |
| 7 avril 2023 17h45 |                       | (0 - 3) | 2e, 24e Balsdon · 6e, 55e Robertson · 51e Hunt | Arbitrage : Noelia Blanco Sophie Bockelmann | Arbitrage : Noelia Blanco Sophie Bockelmann |
| 7 avril 2023 17h45 | Rapport               |         |                                                | Arbitrage : Noelia Blanco Sophie Bockelmann | Arbitrage : Noelia Blanco Sophie Bockelmann |

| Match 7            | Mannheimer HC              | 2 - 0   | Hampstead & Westminster HC |                                               |                                               |
| 8 avril 2023 14h30 | F. Habif 53e · Kresken 57e | (0 - 0) |                            | Arbitrage : Magali Sergeant Kamile Mockaityte | Arbitrage : Magali Sergeant Kamile Mockaityte |
| 8 avril 2023 14h30 | Rapport                    |         |                            | Arbitrage : Magali Sergeant Kamile Mockaityte | Arbitrage : Magali Sergeant Kamile Mockaityte |

| Match 8            | HC Rotweiss Wettingen                               | 5 - 1   | IH Lambersart   |                                           |                                           |
| 8 avril 2023 16h45 | Aebi 6e · Möhl 33e, 50e · Trösch 45e · Schnyder 55e | (1 - 0) | 37e Gryndzinski | Arbitrage : Sandra Adell Ilaria Amorosini | Arbitrage : Sandra Adell Ilaria Amorosini |
| 8 avril 2023 16h45 | Rapport                                             |         |                 | Arbitrage : Sandra Adell Ilaria Amorosini | Arbitrage : Sandra Adell Ilaria Amorosini |

| Match 11           | Hampstead & Westminster HC | 12 - 0  | IH Lambersart |                                                 |                                                 |
| 9 avril 2023 16h30 | Robertson 8e, 47e · O'Flanagan 19e, 32e, 33e · Wilkinson 28e · Hyams 33e · Balsdon 38e, 41e · Turner 43e · Hamilton 52e · Hunt 58e | (3 - 0) |               | Arbitrage : Magali Sergeant Valeriia Tyshchenko | Arbitrage : Magali Sergeant Valeriia Tyshchenko |
| 9 avril 2023 16h30 | Rapport |         |               | Arbitrage : Magali Sergeant Valeriia Tyshchenko | Arbitrage : Magali Sergeant Valeriia Tyshchenko |

| Match 12           | HC Rotweiss Wettingen | 0 - 8   | Mannheimer HC                                                                             |                                             |                                             |
| 9 avril 2023 16h45 |                       | (0 - 4) | 2e, 18e, 50e Kresken · 12e Neumann · 17e Von der Heyde · 32e Gerstenhöfer · 36e, 60e Kurz | Arbitrage : Evelien Plug Vilma Bagdanskiene | Arbitrage : Evelien Plug Vilma Bagdanskiene |
| 9 avril 2023 16h45 | Rapport               |         |                                                                                           | Arbitrage : Evelien Plug Vilma Bagdanskiene | Arbitrage : Evelien Plug Vilma Bagdanskiene |

## Phase de classement

### Match pour la7eplace
| Match 13            | IH Lambersart | 0 - 7   | HC 1972 Rakovník                                                               |                                            |                                            |
| 10 avril 2023 08h30 |               | (0 - 5) | 8e Kantoříková · 11e, 15e, 36e Kar. Bašová · 25e Matoušková · 27e, 52e Vorlová | Arbitrage : Evelien Plug Kamile Mockaityte | Arbitrage : Evelien Plug Kamile Mockaityte |
| 10 avril 2023 08h30 | Rapport       |         |                                                                                | Arbitrage : Evelien Plug Kamile Mockaityte | Arbitrage : Evelien Plug Kamile Mockaityte |

### Match pour la5eplace
| Match 14            | HC Rotweiss Wettingen    | 2 - 1   | HF Lorenzoni |                                         |                                         |
| 10 avril 2023 10h45 | Aebi 25e · El Allaly 51e | (1 - 0) | 41e Servadio | Arbitrage : Magali Sergeant Gemma Jones | Arbitrage : Magali Sergeant Gemma Jones |
| 10 avril 2023 10h45 | Rapport                  |         |              | Arbitrage : Magali Sergeant Gemma Jones | Arbitrage : Magali Sergeant Gemma Jones |

### Match pour la3eplace
| Match 15            | Hampstead & Westminster HC | 1 - 0   | MSC Sumchanka |                                                |                                                |
| 10 avril 2023 13h00 | Balsdon 47e                | (0 - 0) |               | Arbitrage : Spohie Bockelmann Ilaria Amorosini | Arbitrage : Spohie Bockelmann Ilaria Amorosini |
| 10 avril 2023 13h00 | Rapport                    |         |               | Arbitrage : Spohie Bockelmann Ilaria Amorosini | Arbitrage : Spohie Bockelmann Ilaria Amorosini |

### Finale
| Match 16            | KHC Dragons | 1 - 0   | Mannheimer HC |                                             |                                             |
| 10 avril 2023 15h15 | Raye 17e    | (1 - 0) |               | Arbitrage : Sandra Adell Vilma Bagdanskiene | Arbitrage : Sandra Adell Vilma Bagdanskiene |
| 10 avril 2023 15h15 | Rapport     |         |               | Arbitrage : Sandra Adell Vilma Bagdanskiene | Arbitrage : Sandra Adell Vilma Bagdanskiene |

## Classement final
| Rang                       | Équipe                     | J | V | N | P | BP | BC | +/- | Pts | Relégation  |
| -------------------------- | -------------------------- | - | - | - | - | -- | -- | --- | --- | ----------- |
| Médaille d'or, Europe      | KHC Dragons T              | 4 | 4 | 0 | 0 | 29 | 0  | +29 | 20  |             |
| Médaille d'argent, Europe  | Mannheimer HC              | 4 | 3 | 0 | 1 | 28 | 1  | +27 | 16  |             |
| Médaille de bronze, Europe | Hampstead & Westminster HC | 4 | 3 | 0 | 1 | 18 | 2  | +16 | 16  |             |
| 4                          | MSC Sumchanka              | 4 | 2 | 0 | 2 | 9  | 8  | +1  | 11  |             |
| 5                          | HC Rotweiss Wettingen H    | 4 | 2 | 0 | 2 | 7  | 15 | -8  | 10  |             |
| 6                          | HF Lorenzoni               | 4 | 1 | 0 | 3 | 3  | 14 | -11 | 6   |             |
| 7                          | HC 1972 Rakovník P         | 4 | 1 | 0 | 3 | 8  | 21 | -13 | 6   | Challenge I |
| 8                          | IH Lambersart              | 4 | 0 | 0 | 4 | 1  | 42 | -41 | 0   | Challenge I |